# Dannet
Dannet (auch: Danet, Danett und Dannat) ist eine Landgemeinde im Departement Arlit in Niger.

## Geographie

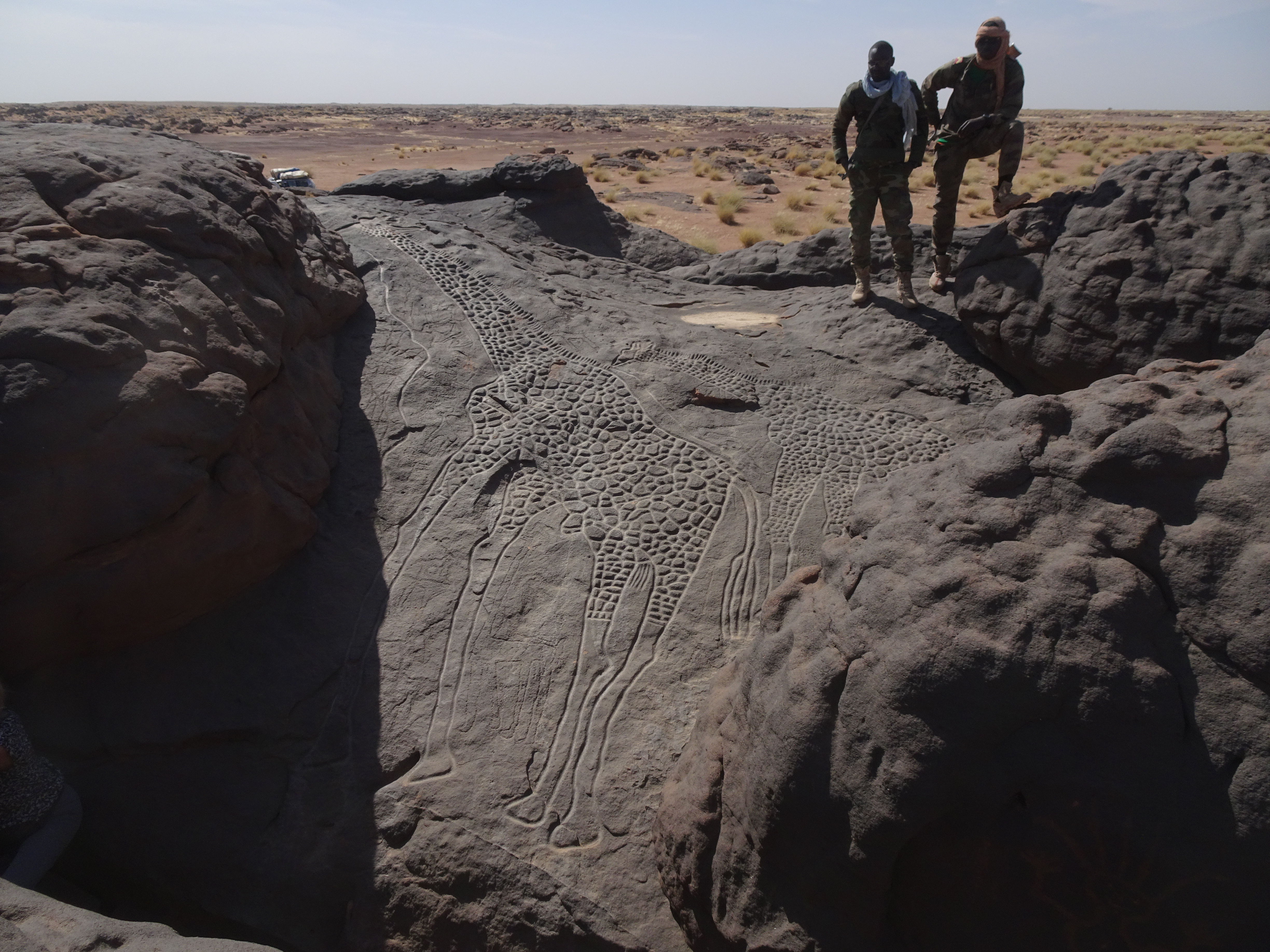
Die Dabous-Giraffen, lebensgroße Felsgravuren aus der Jungsteinzeit in Dannet

Die Gemeinde liegt westlich des Aïr-Gebirges in der Wüste Sahara. Von Norden her schließen die Südausläufer der algerischen Gebirgskette Tassili n’Ajjer an. Dannet hat Anteil an der Landschaft Irhazer und an der Hochebene Techili. Die Nachbargemeinden sind Arlit und Gougaram im Norden, Timia im Osten, Dabaga im Südosten und Ingall im Süden und Westen.
Bei den Siedlungen im Gemeindegebiet handelt es sich um 5 Dörfer und 40 Wasserstellen. Der Hauptort der Landgemeinde ist die Wasserstelle Dannet. Sie liegt auf einer Höhe von 421 m.

## Geschichte
Die Landgemeinde Dannet entstand als Verwaltungseinheit 2002 in einem zuvor gemeindefreien Gebiet. Bei der Flutkatastrophe in West- und Zentralafrika 2010 wurden 432 Einwohner von Dannet als Katastrophenopfer eingestuft.

## Bevölkerung

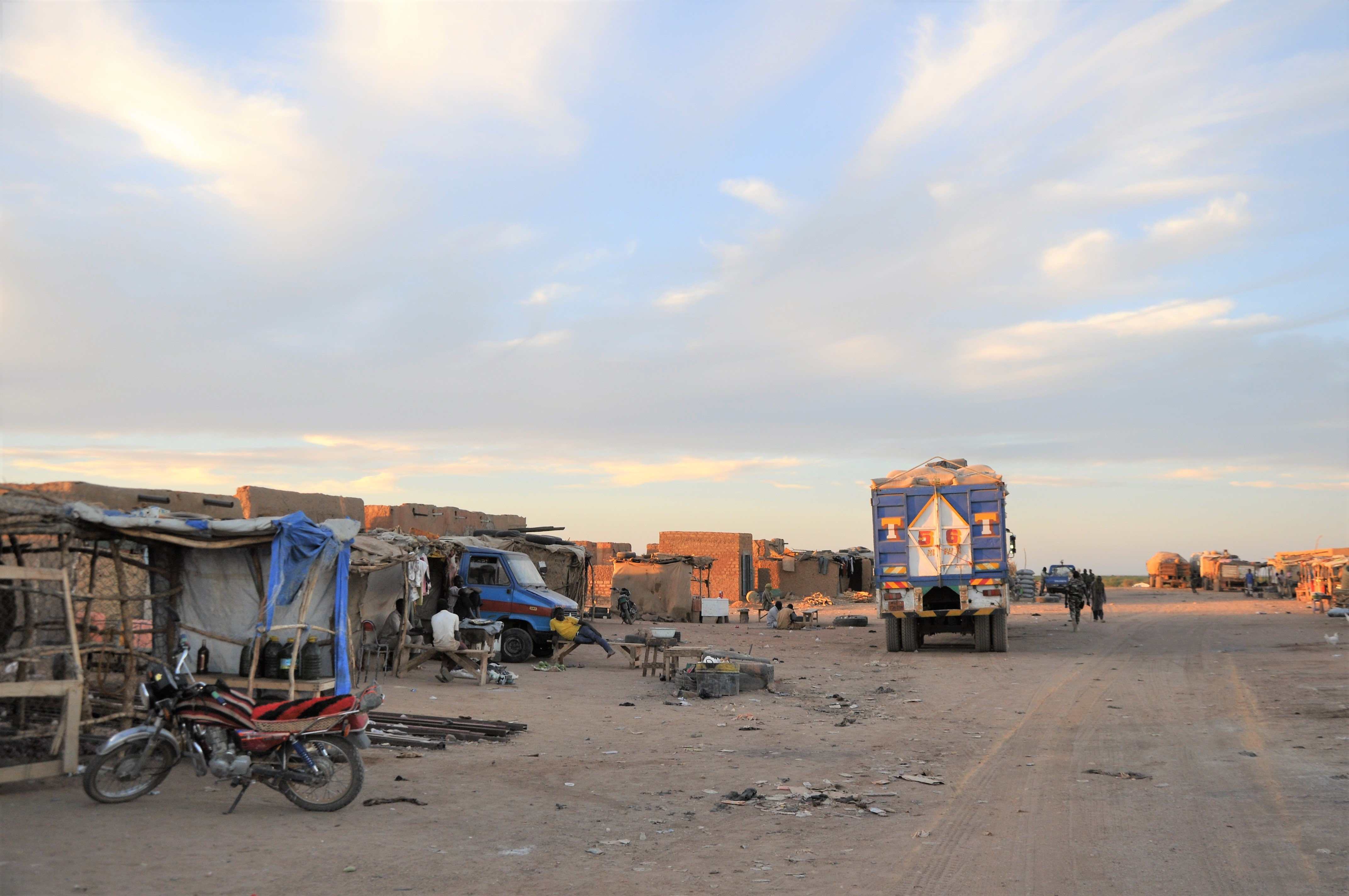
Straßenszene im Dorf Anoumakaram in Dannet

Bei der Volkszählung 2012 hatte die Landgemeinde 14.964 Einwohner, die in 3.059 Haushalten lebten. Bei der Volkszählung 2001 betrug die Einwohnerzahl 6.252 in 1.155 Haushalten.
Im Hauptort lebten bei der Volkszählung 2012 6 Einwohner in einem Haushalt, bei der Volkszählung 2001 215 in 40 Haushalten und bei der Volkszählung 1988 201 in 43 Haushalten.
In ethnischer Hinsicht ist die Gemeinde ein Siedlungsgebiet von Tuareg. Der Brunnen von Tassedet ist ein Anziehungspunkt für die Nomaden der Tuareg-Gruppe Kel Tédélé. In der Gegend des Dorfs Anoumakaram leben Angehörige der Tuareg-Gruppe Ikazkazan Kel Azaraq, die als Kamelzüchter tätig sind. Die Wasserstellen Anouzagharan und Sikeret dienen Angehörigen der Tuareg-Gruppe Kel Gharous. Im Osten der Gemeinde wird die Tamascheq-Varietät Tayart, im Nordwesten an der Grenze zu Algerien die Tamascheq-Varietät Tahaggart gesprochen.

## Politik
Der Gemeinderat (conseil municipal) hat 11 Mitglieder. Mit den Kommunalwahlen 2020 sind die Sitze im Gemeinderat wie folgt verteilt: 9 PNDS-Tarayya und 2 MODEN-FA Lumana Africa.
Jeweils ein traditioneller Ortsvorsteher (chef traditionnel) steht an der Spitze der Dörfer Anoumakaram, Tchitintagatt und Téchilé.

## Wirtschaft und Infrastruktur

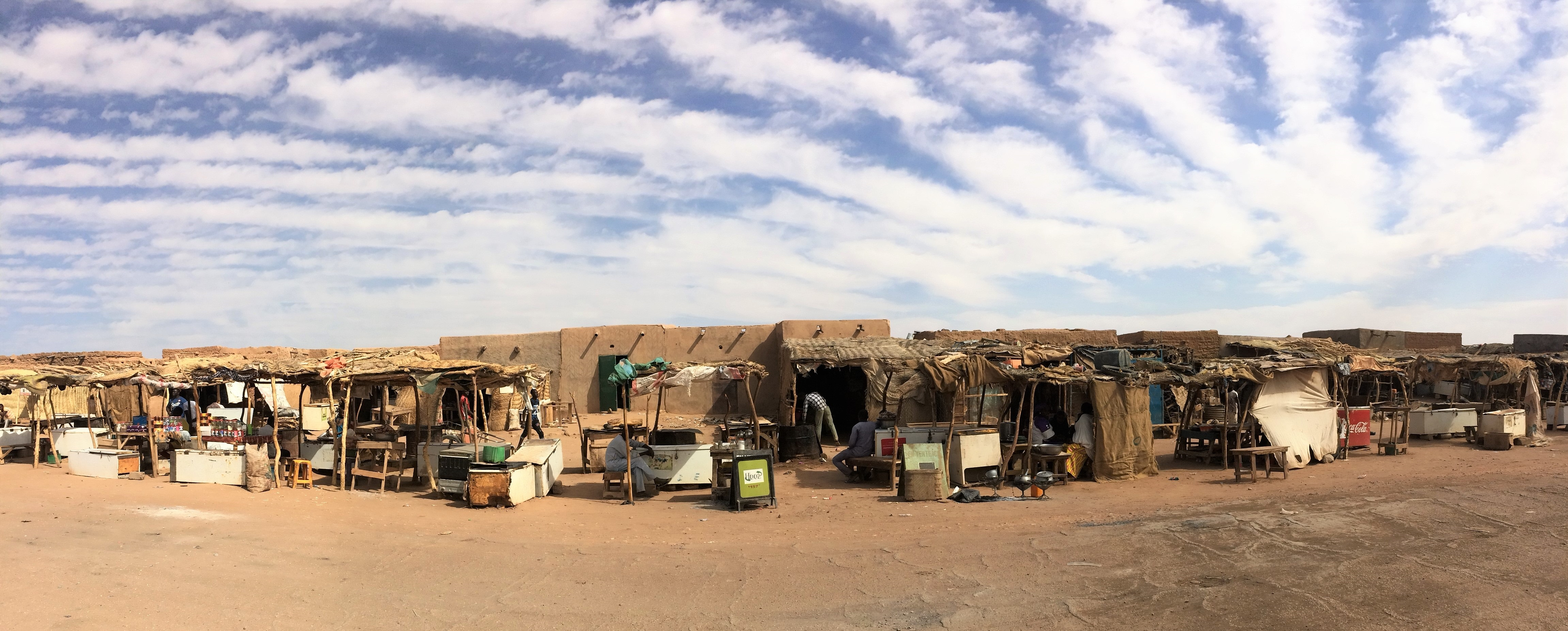
Markt im Dorf Anoumakaram in Dannet

Im Gemeindegebiet liegt der im Aufschluss befindliche Urantagebau Imouraren. Die Uranlagerstätte von Imouraren gilt als größte Afrikas und zweitgrößte der Welt. Das staatliche Versorgungszentrum für landwirtschaftliche Betriebsmittel und Materialien (CAIMA) unterhält eine Verkaufsstelle in der Gemeinde.
Gesundheitszentren des Typs Centre de Santé Intégré (CSI) sind im Hauptort sowie in den Siedlungen Tchitintagatt und Zikat vorhanden. Eine allgemein bildende Schulen der Sekundarstufe ist der CES FA Tchitintagatt als Collège d’Enseignement Collège Secondaire Franco-Arabe (CES FA) mit Fokus auf die arabische zusätzlich zur französischen Sprache. Beim Centre de Formation aux Métiers de Dannet (CFM Dannet) handelt es sich um ein Berufsausbildungszentrum.
Durch die Gemeinde verläuft die 980,9 Kilometer lange Nationalstraße 11 zwischen der Staatsgrenze zu Algerien im Norden und der Staatsgrenze zu Nigeria im Süden.